# Książę Persji: Piaski czasu (film)
Książę Persji: Piaski czasu (ang. Prince of Persia: The Sands of Time) – film fantasy z 2010 roku w reżyserii Mike’a Newella. Film jest luźną ekranizacją gry o tym samym tytule. W głównej roli występuje Jake Gyllenhaal jako tytułowy książę.
Zdjęcia kręcono w Maroku (Marrakesz, Warzazat, Arfud). Światowa premiera filmu odbyła się w Londynie w 9 maja 2010 roku. W Polsce premiera odbyła się 21 maja 2010, w USA tydzień później, 28 maja 2010.

## Opis fabuły
Najmłodszy, adoptowany syn króla Persji Sharamana, odważny książę Dastan nie ma sobie równych w walce. Po ataku na święte miasto Alamut (spowodowanym oskarżeniem o dostarczanie wrogom Persji uzbrojenia) Dastan zdobywa Sztylet Czasu. Ojciec Dastana, by uspokoić mieszkańców zdobytego miasta, proponuje ślub przybranego syna z władczynią miasta – księżniczką Taminą. W trakcie uroczystości po zwycięstwie król ginie przez zatrutą tkaninę, którą Dastan miał mu podarować w prezencie, a cała wina spada na młodego księcia. Ten musi uciekać, wraz z nim podąża księżniczka Tamina. W trakcie następujących wydarzeń na jego barki spada niebezpieczna misja ocalenia Sztyletu Czasu przed zakusami niegodziwego wuja Nizama (choć Dastan najpierw podejrzewa o zdradę brata Tusa). Sztylet ten, zasilany Piaskami Czasu, umożliwia cofnięcie czasu i odwrócenie biegu wydarzeń. W ten sposób Nizam chce zmienić swoją decyzję z przeszłości o uratowaniu życia młodego Sharamana podczas polowania, aby zostać królem. Dastan z pomocą księżniczki Taminy, będącej strażniczką Piasków Czasu, oraz chciwego szejka Amara, którego poznał na skutek splotu zdarzeń, musi umieścić sztylet w bezpiecznym miejscu. Jednak ich tropem, na rozkaz Nizama, podążają asasyni – najemni zabójcy, którzy mają go zgładzić i odzyskać sztylet.

## Obsada
- Jake Gyllenhaal – Książę Dastan
- Ben Kingsley – Nizam
- Gemma Arterton – Tamina
- Alfred Molina – Szejk Amar
- Richard Coyle I – Książę Tus
- Toby Kebbell – Książę Garsiv
- Ronald Pickup – Król Sharaman
- Steve Toussaint – Seso
- Reece Ritchie – Bis
- Thomas DuPont – Whip-Blade Hassansin
- Dave Pope – Giant Scimitar Hassansin
- Stephen Modell – Służący szejka Amara
- Ambika Jois – Pomocnica Taminy
- Joao Costa Menezes – Trębacz
- Daud Shah – Asoka
- Luke Beach – Młody król Sharaman
- Selva Rasalingam – Perski Kapitan
- Gísli Örn Garðarsson – Przywódca hasasynów (wezyr)

i inni

## Marketing
W maju 2010 roku, czyli w czasie premiery filmu, odbyła się premiera czwartej gry z serii Prince of Persia wydanej przez Ubisoft pod tytułem Prince of Persia: Zapomniane piaski. Gra nie jest adaptacją filmu, tylko kolejną odsłoną z serii Prince of Persia.
Na początku 2010 roku The Walt Disney Company zapowiedział, że zostanie podpisana umowa z firmą Lego Group o produkcji zabawek z bohaterami filmu.